# Al Bano
Albano Carrisi, poznatiji po umjetničkom imenu Al Bano, (Cellino San Marco, Puglia, 20. svibnja 1943.) talijanski je kantautor i pjevač.

## Životopis
Siromašnog porijekla, sa šesnaest godina napušta školovanje i rodnu Pugliu i seli se u Milano.
Radivši u nekom restoranu upoznao je Adriana Celentana koji mu je 1965. pomogao u snimanju prve ploče La strada (u stilu tada popularnog Gene Pitneya).
Prvi veći uspjeh napravio je 1967. godine s pjesmom  "Nel sole", s kojom je bio finalist ljetnog glazbenog festivala Disco per l'estate.
Prvi put je nastupio na Festivalu Sanremo 1968. s pjesmom  "La siepe" (u alternaciji s američkom pjevačicom Bobbie Gentry), i dobio specijalnu nagradu kritike.
Godine 1969. pobijedio je na Festivalu Disco per l'estate s pjesmom "Pensando a te", te iste godine napisao je hit  "Acqua di mare", koji je otpjevala Romina Power (njegova buduća žena).
Dana 26. lipnja 1970. vjenčao se s Rominom Power, kćerkom američkog glumca Tyrona Powera, s kojom je uspješno nastupao u duetu. Na Festivalu Sanremo 1984. pobijedili su s pjesmom "Ci sarà".
Na Eurosongu nastupio je dva puta (1976. i 1985.) i oba puta bio 7. Nastupio je i kao prateći vokal za Švicarsku 2000.

## Diskografija

### Long play ploče
- 1967. - Nel sole (EMI Italiana, psq 048)
- 1968. - Il ragazzo che sorride (EMI Italiana, spsq 064)
- 1969. - Pensando a te (EMI Italiana, qelp 8188)
- 1970. - A cavallo di due stili (EMI Italiana, 3C062-17722)
- 1972. – 1972. (EMI Italiana, 3C062-17794)
- 1974. - Antologia (EMI Italiana)
- 2007.- Cercami nel cuore della gente

### Singl ploče
- 1965. - La strada/Devo dirti di no (Fantasy, fs 1011)
- 1966. - Quando in cielo il sole chiude gli occhi/La compagnia del larallala (EMI Italiana, mq 2063)
- 1966. - Io di notte/Bianca di luna (EMI Italiana, mq 2073)
- 1967. - Nel sole/Pensieri "P" 33 (EMI Italiana, mq 2085)
- 1967. - L'oro del mondo/Io ho te (EMI Italiana, mq 2103)
- 1968. - La siepe/Caro, caro amore (EMI Italiana, mq 2122)
- 1968. - Il ragazzo che sorride/Musica (EMI Italiana, mq 2129)
- 1969. - Mattino/Vecchio Sam (EMI Italiana, mq 2151)
- 1969. - Pensando a te/Sensazione (EMI Italiana, mq 2155)
- 1970. - Quel poco che ho/Storia di due innamorati (s Rominom Power) (EMI Italiana, 3C006-17413)
- 1970. - Il Suo Volto Il Suo Sorriso/Nel Silenzio (EMI Italiana, 3C006-17655)
- 1971. – 13, storia d'oggi/Il prato dell'amore (EMI Italiana, 3C006-17739)
- 1973. - La canzone di Maria/Risveglio (EMI Italiana, 3C006-18013)
- 1974. - In Controluce/Angeli Senza Paradiso (EMI Italiana, 3C006-18004)

## Diskografija (s Rominom Power)

### Long play ploče
- 1975. - Atto I  (Libra)
- 1978. – 1978. (Libra)
- 1979. - Aria pura (Libra)
- 1982. - Che angelo sei (Baby Records)
- 1985. - Effetto amore (Baby Records)

### Singl ploče
- 1975. - Dialogo/Amore nel duemila (Libra, LBR 1200)
- 1982. - Felicità/Arrivederci A Bahia (Baby Records, BR 50258)
- 1983. - Tu, soltanto tu (mi hai fatto innamorare)/Parigi è bella com' è (Baby Records, BR 50279)
- 1984. - Ci sarà/Quando l'amore se ne va (Baby Records, BR 50313)
- 1986. - Sempre sempre/Saranda-Okinawa (Wea, 248611-7)
- 1987. - Nostalgia canaglia/Caro amore (Wea, 248452-7)
- 1991. - Oggi sposi/Dialogo (Wea, 9031 73818-7)

## Filmografija (kao glumac)
- Nel sole (1967.)
- Il ragazzo che sorride (1968.)
- L'oro del mondo (1968.)
- Pensando a te (1969.)
- Il suo nome è Donna Rosa (1969.)
- Angeli senza paradiso (1970.)
- Mezzanotte d'amore (1970.)
- Champagne in paradiso (1983.)

## Vanjske poveznice
- Službene stranice  Arhivirana inačica izvorne stranice od 30. rujna 2007. (Wayback Machine)